# Аметеркмахи
Аметеркмахи (дарг. Аметеркмахьи, в пер. «Отсёлок на Ахмад-реке») — село, центр с/с (c 1921) в Акушинском районе Дагестана. Село до 1933 входило в состав Левашинского, а в 1946-56 — Цудахарского) района.
Образует сельское поселение село Аметеркмахи как единственный населённый пункт в его составе.

## География
Расположено в 17 км к северо-западу от с. Акуша, на р. Акуша (бассейн р. Казикумухское Койсу).

## Население
| 1888  | 1895  | 1926  | 1939  | 1970  | 1989  | 2002  |
| ----- | ----- | ----- | ----- | ----- | ----- | ----- |
| 725   | ↘721  | ↘441  | ↗501  | ↗736  | ↘678  | ↗2079 |
| 2010  | 2012  | 2013  | 2014  | 2015  | 2016  | 2017  |
| ↗2140 | ↘2124 | ↘2114 | ↘2095 | ↗2115 | ↗2153 | ↘2135 |
| 2018  | 2019  | 2020  | 2021  | 2023  | 2024  | 2025  |
| ↘2116 | ↗2139 | ↗2147 | ↗2506 | ↗2522 | ↗2562 | ↗2589 |

В последние годы наблюдается уменьшение оттока коренного населения из села, на 2015 год увеличивается количество рождённых детей и браков, а также смертности.

## Экономика
Экономика села типична для многих горных сёл республики, в селе действуют 6 магазинов продуктов питания, в 2016 году открыта аптека, пекарня. Увеличивается количество рабочих мест.